# Matzleinsdorf (Wien)
Matzleinsdorf ist ein Stadtteil im 5. Wiener Gemeindebezirk Margareten. Der Ort, aus dem der Stadtteil hervorging, war eine der ältesten bekannten Vorstädte Wiens.

## Mittelalterliche Entwicklung
Die früheste urkundliche Erwähnung geht zurück auf das Jahr 1136: Ein damaliger Eintrag im Klosterneuburger Salbuch dokumentiert die Existenz eines gewissen Otto von Mazilinestorf. Der Name Mazilinestorf ist eine Referenz auf Mazilo, den Gründer der Siedlung, die Schreibweise wandelte sich im Laufe der Jahrhunderte immer wieder, bis zur heutigen Form Matzleinsdorf (vgl. Tabelle).
| Jahr  | Schreibweise              |
| ----- | ------------------------- |
| 1136  | Mazilinestorf             |
| 1288  | Mecelinesdorph            |
| 1290  | Matzleinsdorf             |
| 1293  | Mezlesdorf                |
| 1294  | Maetzleinsdorf            |
| 1348  | de Meczleinsdorf          |
| 1364  | Meczleinstorf             |
| 1373  | Maeczleinstorf            |
| 1380  | Meczleinstorff            |
| 1381  | Meczlestorff              |
| 1409  | Mäczelstarff              |
| 1444  | Matzleinstorff (mehrmals) |
| heute | Matzleinsdorf             |

Der Vorort entstand noch während der Herrschaft der Babenberger in der Markgrafschaft Ostarrîchi und war Freieigen dieses Adelsgeschlechts. Man geht davon aus, dass der ursprüngliche Ortskern ungefähr zwischen dem Bereich der heutigen Wiedner Hauptstraße 105, ehemaliger Standpunkt der alten Florianikirche, und dem heutigen Margaretengürtel gewesen ist. Damals verlief an dieser Stelle eine alte Römerstraße, die über den Wienerberg führte und vermutlich als Ansiedlungspunkt diente. Aus den nachfolgenden Jahrhunderten der Herrschaft der Habsburger ist bekannt, dass Matzleinsdorf in den Anfängen der Kämpfe des Ungarnkönigs Matthias Corvinus gegen Friedrich III., die später zur Eroberung Wiens führen sollten, im Jahre 1477 von ungarischen Truppen verwüstet wurde.

## Frühe Neuzeit
Eine Entwicklung, die im frühneuzeitlichen Matzleinsdorf ihren Ursprung nahm, war die Entstehung des späteren Laurenzergrunds. Es ist bekannt, dass es in Matzleinsdorf einen Hof eines der ältesten Nonnenordens Wiens gegeben hat – der Nonnen von Maria-Magdalena. Über sie weiß man, dass sie zumindest im heutigen Alsergrund bereits seit dem 13. Jahrhundert ansässig waren. Ihr dortiges Ordenskloster, das Maria-Magdalena-Kloster, wurde bereits 1239 urkundlich erwähnt. Während der 1. Türkenbelagerung 1529 wurde es allerdings von den Osmanen zerstört. Die Ordensfrauen entschieden sich dann wenig später im Jahr 1533, sich den Laurenzerinnen anzuschließen, einem anderen, nach dem heiligen Laurentius von Rom benannten Wiener Nonnenorden, der seit Anfang des 14. Jahrhunderts existierte. Das führte dazu, dass auch der Hof in Matzleinsdorf in den Besitz der Laurenzerinnen kam, bald vergrößert wurde und in weiterer Folge zu einem eigenständigen Vorort, dem Laurenzergrund, wurde.

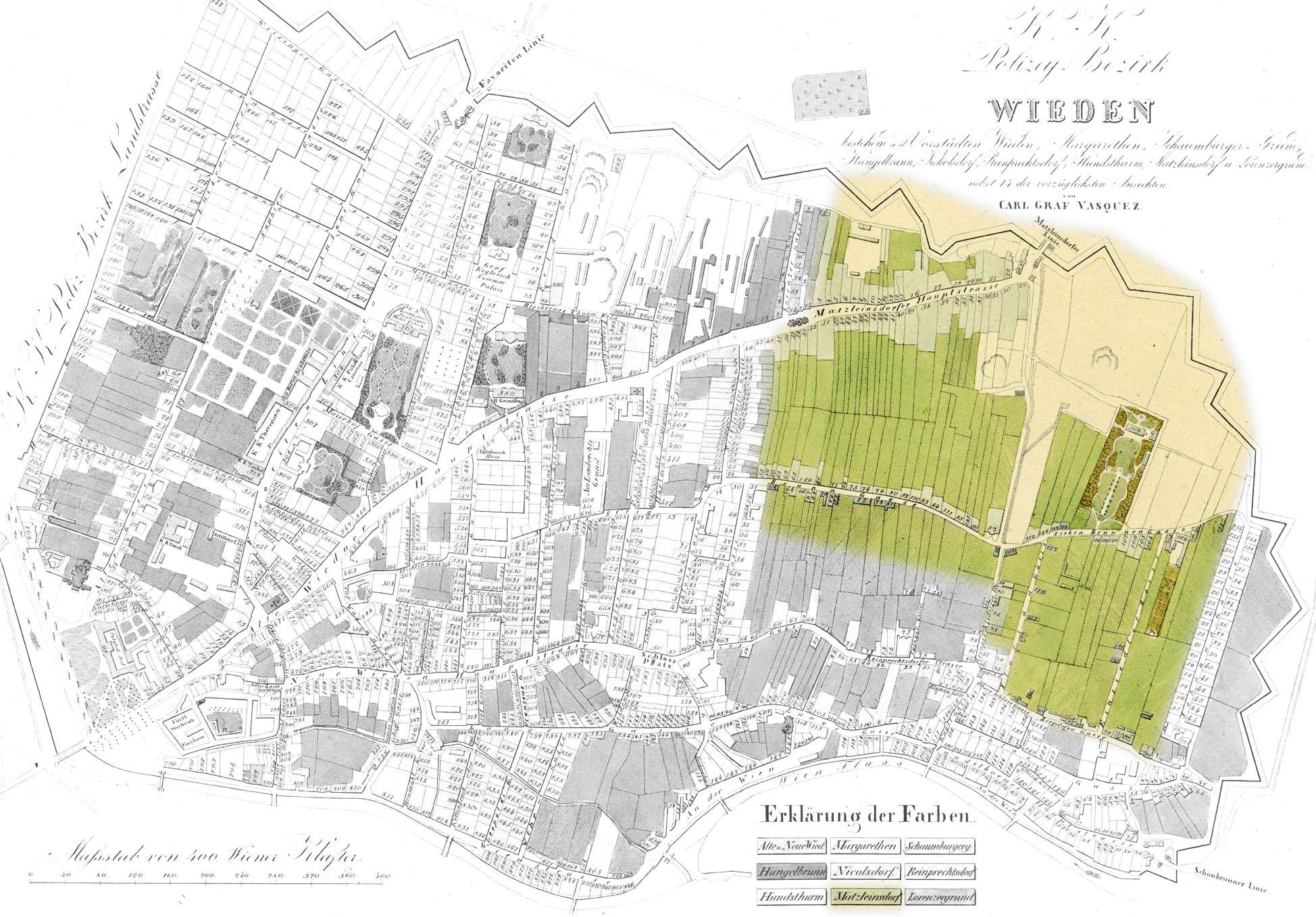
Matzleinsdorf um 1830

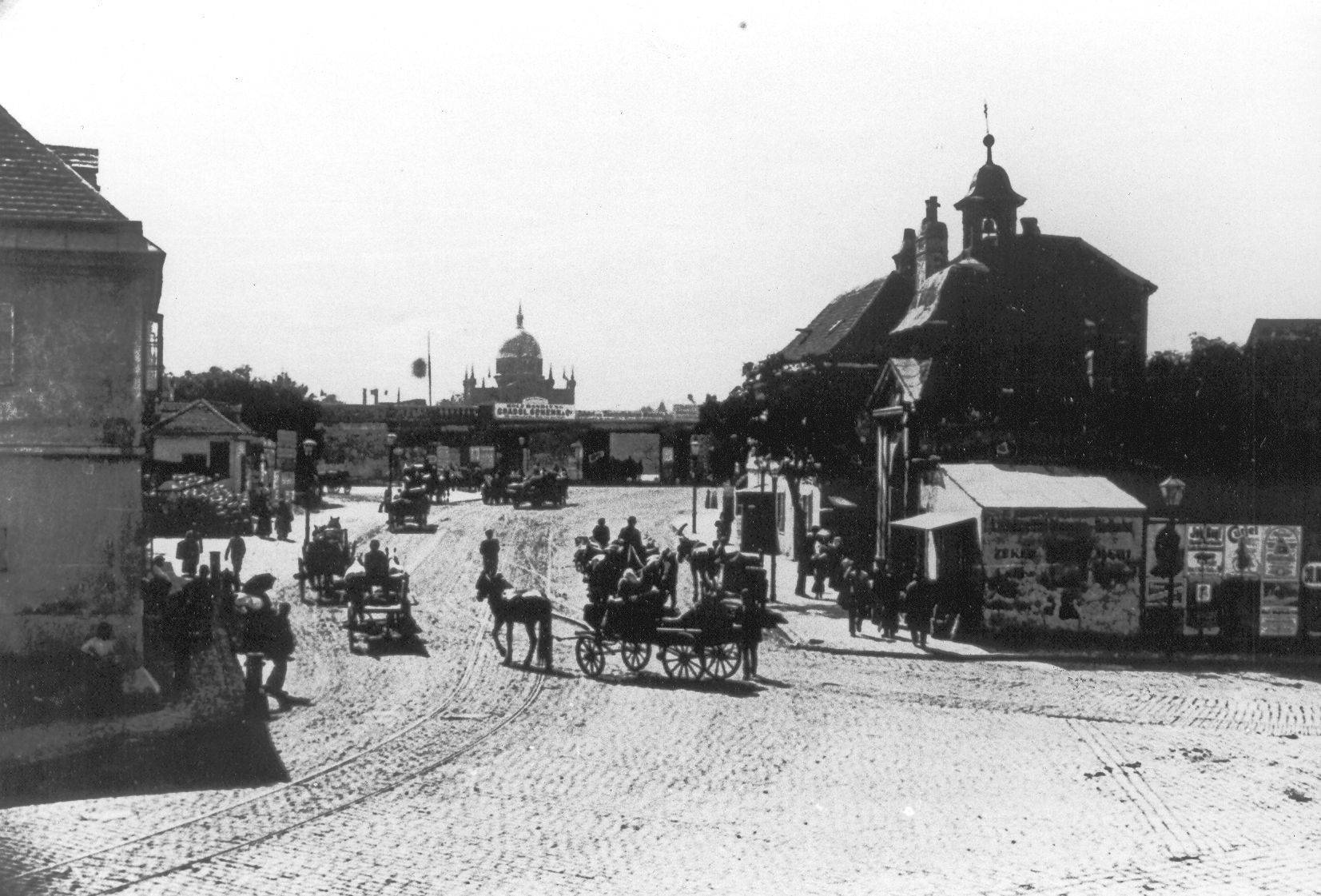
Matzleinsdorfer Platz mit Südbahn und evangelischer Kirche im Hintergrund

Durch die 2. Türkenbelagerung 1683 waren die Wiener Vororte erneut weitgehend zertrümmert worden. Zur Wende des 18. Jahrhunderts hin begann man, diese wieder aufzubauen. Um zukünftige Verwüstungen zu vermeiden, wurde um die Vorstädte herum 1704 ein eigener Linienwall errichtet. Auch Matzleinsdorf wurde dadurch vom weiteren Umland durch einen Wall, genannt Matzleinsdorfer Linie, abgegrenzt. Allerdings verlief jene Linie aus strategischen Gründen nicht allzu weit vom Ortskern entfernt, es kam durch ihre Errichtung zu einer (zunächst nur baulichen) Abgrenzung des weiter südöstlich gelegenen Matzleinsdorfer Grundes.

## Eingemeindung
Wien wuchs in dieser Zeitperiode bevölkerungsmäßig stark an. Der Magistrat führte ab dem 18. Jahrhundert verstärkt Grundkäufe im Umland durch und so geschah es, dass auch der Vorort Matzleinsdorf 1727 in den Besitz der Stadt überging. Um die von der Stadt Wien erworbenen Vororte innerhalb der Linien, genannt Vorstädte, einfacher verwalten zu können und weil das am 17. März 1849 erlassene provisorische Gemeindegesetz verlangte, Vorstädte hätten mit der eigentlichen Stadt eine einzige  Ortsgemeinde zu bilden,  wurde 1850 deren Eingemeindung als Gemeindebezirke beschlossen. So wurde ganz Matzleinsdorf zusammen mit mehreren anderen Vorstädten zum 4. Gemeindebezirk, Wieden, zusammengefasst. Die Wieden wies ein starkes soziales und wirtschaftliches Gefälle auf und war auch noch für den nördlichen Teil von Favoriten zuständig, sodass man sich 1861 entschied sie zu teilen, den südwestlicheren Teil, in dem auch Matzleinsdorf lag, in einen eigenen, den neuen 5. Bezirk, Margareten, abzuspalten.
1874 trennte die Gemeinde dann in weiterer Konsequenz auch das ehemals zur Vorstadt Matzleinsdorf gehörende, vor dem Linienwall abgegrenzt liegende Bezirksgebiet administrativ von Margareten, es wurde stattdessen Teil des neu gegründeten ersten Wiener Außenbezirks, des neuen 10. Bezirks, Favoriten. Seither gehören auch die beiden Matzleinsdorfer Friedhöfe zum 10. Bezirk: der katholische Friedhof, der nunmehr Teil des Waldmüllerparks ist und der 1858 angelegte Evangelische Friedhof Matzleinsdorf.
Von der Stadt Wien ist eine bauliche Schutzzone Matzleinsdorf definiert, sie hat mit dem historischen Matzleinsdorf allerdings nichts zu tun, sondern umfasst den (außerhalb der ehemaligen Grenzen liegenden) Häuserblock um die Wohnhausanlage der Angestelltenversicherung.

## Persönlichkeiten
- Joseph August Adam (1817–1891), Kapellmeister, Komponist und Tierpräparator